# Moses Usor
Moses Usor (5 febbraio 2002) è un calciatore nigeriano, attaccante del LASK.

## Carriera
Dopo aver giocato in patria nel 36 Lions, nell'aprile 2022 viene acquistato dallo Slavia Praga, che lo aggrega alla propria squadra riserve. Il 15 maggio successivo ha esordito in prima squadra, in occasione dell'incontro di 1. liga perso per 1-2 nel derby contro lo Sparta Praga.

## Statistiche

### Presenze e reti nei club
Statistiche aggiornate al 18 gennaio 2023.
| Stagione            | Squadra             | Campionato          | Campionato | Campionato | Coppe nazionali | Coppe nazionali | Coppe nazionali | Coppe continentali | Coppe continentali | Coppe continentali | Altre coppe | Altre coppe | Altre coppe | Totale | Totale |
| Stagione            | Squadra             | Comp                | Pres       | Reti       | Comp            | Pres            | Reti            | Comp               | Pres               | Reti               | Comp        | Pres        | Reti        | Pres   | Reti   |
| ------------------- | ------------------- | ------------------- | ---------- | ---------- | --------------- | --------------- | --------------- | ------------------ | ------------------ | ------------------ | ----------- | ----------- | ----------- | ------ | ------ |
| apr.-giu. 2022      | Slavia Praga B      | CFL                 | 9          | 6          |                 | -               | -               |                    | -                  | -                  |             | -           | -           | 9      | 6      |
| mag. 2022           | Slavia Praga        | 1L                  | 0+1        | 0          | CRC             | -               | -               | UCL+UEL+UECL       | -                  | -                  |             | -           | -           | 1      | 0      |
| 2022-gen. 2023      | Slavia Praga        | 1L                  | 15         | 4          | CRC             | 1               | 0               | UECL               | 11                 | 2                  |             | -           | -           | 27     | 6      |
| Totale Slavia Praga | Totale Slavia Praga | Totale Slavia Praga | 16         | 4          |                 | 1               | 0               |                    | 11                 | 2                  |             | -           | -           | 28     | 4      |
| gen.-giu. 2023      | LASK                | BL                  | 0          | 0          | CA              | 0               | 0               |                    | -                  | -                  |             | -           | -           | 0      | 0      |
| Totale carriera     | Totale carriera     | Totale carriera     | 25         | 10         |                 | 1               | 0               |                    | 11                 | 2                  |             | -           | -           | 37     | 12     |